# Putscheid
Putscheid (luxembourgsk: Pëtscht) er en kommune og et byområde i Luxembourg. Kommunen, som har et areal på 27,13 km², ligger i kantonen Vianden i distriktet Diekirch. I 2005 havde kommunen 824 indbyggere. 
50°00′N 6°06′Ø / 50°N 6.1°Ø